# Terres noires (roman)
Pour les articles homonymes, voir Terre noire.
Terres noires est un roman de Christian Laborie paru en 2012 aux Éditions De Borée.

## Résumé
Les Cévennes en 1879, un paysan, Marcellin Flavier, ne parvient plus à subvenir aux besoins de sa famille. Le riche propriétaire qui la loge ne lui permet plus de demeurer dans sa ferme. Marcellin connait les premières injustices sociales.
Avec sa femme enceinte, Élise, et leurs trois enfants, il prend une grande décision, il part travailler dans une mine du Gard et c’est dans ce milieu très hostile qu’il découvre le pire comme le meilleur. D’une part, il voit et vit les risques du métier et le combat quotidien, dans l'obscurité, la sueur et l’humidité, jusqu’aux terribles coups de grisou. Mais d'une autre, il y rencontre les solides relations ouvrières avec leurs grèves, dans les dures épreuves du labeur, cette solidarité qu'il ne pouvait pas avoir dans sa solitude paysanne.
Dans les galeries, Marcellin pense à sa famille, restée en surface, et espère pour elle une meilleure existence, il se bat pour que sa progéniture n’ait pas à connaître cet enfer.
Et puis, c'est la rencontre avec les Duchaussoy. Gabriel Duchaussoy est Ingénieur des mines, issu d'une riche famille bourgeoise de Lille et qui devient responsable du siège d'extraction du puits minier. Sa femme Elisabeth, elle, se passionne pour la peinture artistique qu'elle pratique. Une amitié nait de cette rencontre.
Les évènements se succèdent au fil du roman, avec tourments, inquiétudes et luttes ouvrières, parfois avec gravité, comme ce coup de grisou qui par l’ampleur des explosions fait de nombreuses victimes et où chaque famille connait une douloureuse perte humaine.
Deux des enfants Flavier et Duchaussoy s'aiment, et cette intrigue amoureuse les conduit à une union maritale, union qui rompt un peu la barrière sociale entre une classe dirigeante trop coincée dans ses traditions ancestrales et celle des travailleurs. 
Après d'autres désagréments liés aux luttes sociales, au travail de la mine et à la vie de tous les jours, Marcellin est invité par son médecin à se reposer dans un hôpital de montagne en Lozère, à proximité de Notre Dame des Neiges.
A l'issue de ce repos, avec Élise, son épouse, ils décident de retourner en Ardèche dans leur pays d'origine où ils comptent reprendre une vie plus saine à l'air pur. Les enfants grandissent et l'avenir apparait moins sombre pour toute la famille Flavier.

## Structure
Le roman est structuré en 31 chapitres regroupés sur quatre parties plus un épilogue
- Première partie : La déchirure
  - L'aube d'une ère nouvelle
  - L'ultime visite
  - La grande décision
  - Le puits
  - Une famille respectable
  - Première descente
  - Intermède
  - Retrouvailles

- Deuxième partie : Le ventre de la terre
  - Naissance d'une amitié
  - Onde de choc
  - Première épreuve
  - États d'âme
  - L'espoir
  - Premières inquiétudes
  - Catastrophe
  - Sauvetage
  - Délivrance

- Troisième partie : Le vent de l'espérance
  - Tourments
  - Sainte-Barbe
  - Découverte
  - Illusions
  - Naissance d'une idylle
  - Un lourd secret
  - Le mariage

- Quatrième partie : Le souffle de la colère
  - Découragement
  - Inquiétudes
  - Déceptions
  - Reprise en main
  - Incendie
  - Explosion
  - Rédemption

- Épilogue : Nouveau départ

## Editions
- Éditions de Borée, Sayat, 2012, 463 p.  (ISBN 978-2-8129-0577-3)[1] - (réédition en 2018), 637 p.  (ISBN 978-2-8129-2291-6)[2]
- Éditions France loisirs, Paris, 2012, 463 p.  (ISBN 978-2-298-04859-9)[3]
- Éditions le Grand Livre du Mois, Paris, 2012, 463 p.  (ISBN 978-2-286-09311-2)[4]
- Éditions En gros caractères, Cergy-Pontoise : À vue d'oeil, 2013, 787 p.  (ISBN 978-2-84666-771-5)[5]